# Achim Albrecht
Achim Albrecht (* 16. März 1959 in Fischbach (bei Kaiserslautern)) ist Professor für Rechtswissenschaft, Gutachter und Autor. 

## Leben
Achim Albrecht besuchte das Staatliche Neusprachliche Gymnasium am Rittersberg in Kaiserslautern und legte dort 1977 das Abitur ab.
Es folgte das Studium der Rechtswissenschaften an der Universität des Saarlandes mit den Abschlüssen 1. und 2. juristisches Staatsexamen. Als Arbeitsstationen folgten die Südwestdeutsche Landesbank in Stuttgart, die German-Irish Chamber of Industry and Commerce in Dublin, Irland und der Fachbereich Wirtschaftsrecht der Fachhochschule Gelsenkirchen (jetzt Westfälische Hochschule) in Recklinghausen.
Zahlreiche beruflich bedingte Auslandsaufenthalte – insbesondere für internationale Organisationen – führten Albrecht nach Nordamerika, Asien und Osteuropa. Als Professor und Gutachter hat sich Albrecht auf die Kernthemen des internationalen Wirtschaftsrechts spezialisiert. Er publiziert seit Jahren in diesen Bereichen.
Seit 2006 schreibt Albrecht Psychothriller. Er ist Mitglied des Syndikats, einer Interessenvertretung deutschsprachiger Kriminalschriftsteller.

## Bibliographie (Auszug)
- Der Engelmacher. OCM Verlag, Dortmund 2012, ISBN 978-3-942672-12-2.
- Der Wünscheerfüller. OCM Verlag, Dortmund 2013, ISBN 978-3-942672-16-0.
- Die Kümmerer. OCM Verlag, Dortmund 2023, ISBN 978-3-949902-09-3.